# Zeta Ophiuchi
Zeta Ophiuchi (ζ Ophiuchi, abgekürzt auch Zeta Oph, ζ Oph) ist ein Stern im Sternbild Schlangenträger, der mit einer scheinbaren Helligkeit von 2,54 mag zu den 100 hellsten Sternen am Nachthimmel gehört. Er liegt knapp südlich des Himmelsäquators, ist also aus Europa nur im Sommerhalbjahr sichtbar. Zeta Ophiuchi ist ein etwa 370 Lichtjahre von der Erde entfernter, heißer Hauptreihenstern der Spektralklasse O9 V, der wegen des viel Licht absorbierenden interstellaren Staubes, der zwischen ihm und der Erde liegt, rötlich erscheint. In der Tat würde Zeta Ophiuchi deutlich heller wirken und zu den hellsten Sternen gehören, wäre sein Licht nicht durch diese Staubschicht geschwächt. Der Stern hat ungefähr die Hälfte seiner stellaren Entwicklung hinter sich und wird sich in den nächsten Millionen Jahren zu einem Überriesen aufblähen, bevor er sein Leben in einer Supernova (Typ II) beenden wird.
Der Stern gehörte wohl in der Vergangenheit zu einem Doppelsternsystem mit einem noch massenreicheren Partner. Als dieser in einer Supernova explodierte, wurde Zeta Ophiuchi aus dem System geschleudert und zu einem sogenannten Schnellläufer (runaway star). Aufgrund seiner hohen Geschwindigkeit relativ zum interstellaren Medium bildet sich vor ihm eine ausgeprägte Bugstoßwelle aus.